# 91422 Giraudon
91422 Giraudon è un asteroide della fascia principale. Scoperto nel 1999, presenta un'orbita caratterizzata da un semiasse maggiore pari a 2,6567508 UA e da un'eccentricità di 0,1673053, inclinata di 10,95689° rispetto all'eclittica.